# 原田ウイルス
原田ウイルス（はらだウイルス）は、主にファイル共有ソフトであるWinnyやShareなどを介して感染するコンピュータウイルスである。
ファイル共有ソフト以外のアップローダなどでも確認されており、ウイルスファイルを実行した際に「原田」と名乗る人物画像が表示されるウイルスの総称でもある。なお、この「原田」という人物自身はウイルスの作成者ではない。
原田ウイルスは専用のソフトウェアを使って容易に作れるため、初心者でも簡単に作れる。それゆえ、亜種は100種類を超えると言われているうえにウイルスの挙動は1つではないため、駆除方法も1つではない。原田ウイルスMk-IIは原田ウイルスの後継亜種とされており、2007年2月頃に出現が確認された。
登場以前に蔓延していた山田ウイルスの亜種なのではないかという噂があったが、実際にはまったくの別物といえる。

## 症状
以下の症状はいわば大元にあたるウイルスや代表的な亜種の症状であるため、原田ウイルスであっても亜種によっては別の症状・被害をもたらすこともありうる。

### 原田ウイルス
原田ウイルスに感染すると原田と名乗る男性が画面に登場し、同時にダウンフォルダ内部のAVIファイルが全削除されたり（最近ではAVI以外の拡張子も削除対象となる）、デスクトップ画面をキャプチャしてメール転送されるなどが報告されている。ただこれ以外にもWebサーバを立ててハードディスク内を外部から覗かれたりと山田ウイルスと同様の動きが見られるという噂もあるが実際にはこちらはまだ確認されていない。

### 原田ウイルスMk-II
原田ウイルスを実行すると、原田と名乗る人物画像が表示され、ファイルを原田画像（JPEG）に置き換え、Program Filesフォルダのファイルを削除する。そのため、原田ウイルスを実行してしまったときは、出来る限り素早くパソコンの電源を落とすことで被害を最小限に抑えることができる。BURSTフォルダを作り、そのフォルダの中にインターネットから不正ファイルをダウンロードする。また、ウイルス本体は、実行されるとHARADAMk-II.SCRにリネームされる。そのためHARADAMk-II.SCRを実行すると原田ウイルスに再感染する羽目になる。Winny.iniを改変されるという事例も紹介されている。さらに、system volume informationにも寄生するため、その部分からも原田ウイルスを駆除する必要がある。

### 原田動画（原田ファイルとも）
実際にAVI拡張子で上記男性が数秒出てくる動画（複数のバージョンが存在する。変声器を通したような声で「眠れ悪魔どもよ」というものもある）もあるがこれについてはデータ破壊活動やプライバシーの流出等は無い模様。この動画バージョンは明らかに原田ウイルスの感染画面からヒントを得て作成されているが、あくまでもドッキリ系・精神的ブラクラの類であり、ウイルスやマルウェアには該当しない。あとから現れた変種では『機動戦士ガンダム00』の予告動画のパロディも出現し、「破壊による感染が始まる」「コスモ・カイザー砲」などといったキーワードも見受けられた。紛らわしいことに、こうした破壊活動を行わない動画をwinnyにウイルスが感染したPCの事例として紹介する本も存在した。

### イカタコウイルス
タコやイカといった魚介類の動画が再生され、動画ファイルであるような振る舞いを見せるが、背後では、パソコン内のデータを削除し、タコやイカの画像ファイルに置き換える。

## 作成者
ウイルスの作成者である当時大阪電気通信大学大学院生の男性は、京都府警察によって2008年1月24日に逮捕された。京都地方裁判所は、2008年5月16日に著作権の侵害（ウイルスにアニメ画像を使用したこと）と名誉毀損（大学院の同級生の写真・個人情報を使用したこと）で懲役2年、執行猶予3年（求刑・懲役2年）の有罪判決を言い渡した。
しかし男性は、卒業して会社員となっていた猶予期間中の2010年8月にイカタコウイルスを作成し、ウイルス感染被害者のパソコンのハードディスクを使用不能にしたとして、器物損壊容疑により、再び逮捕された。2011年7月、東京地方裁判所は器物損壊罪で2年6か月（求刑・懲役3年）の実刑判決を言い渡した。
その後、控訴審判決が2012年3月26日、東京高等裁判所であった。裁判長は懲役2年6か月の実刑とした一審東京地裁判決を破棄し、改めて懲役2年4か月の実刑を言い渡した。